# Bartramidula tuerckheimii
Bartramidula tuerckheimii är en bladmossart som beskrevs av Jean Édouard Gabriel Narcisse Paris 1900. Bartramidula tuerckheimii ingår i släktet Bartramidula och familjen Bartramiaceae. Inga underarter finns listade i Catalogue of Life.